# Philippe de Culant
Philippe de Culant, signore di Jalognes, per cui noto anche come "maresciallo di Jalognes", di La Creuzette, di Saint-Amant-le-Chatel, di Châlus (1413 – 1454), è stato un militare francese, siniscalco del Limosino nel 1439 e maresciallo di Francia dal 1441.
Secondo figlio di Jean de Culant e di Marguerite de Sully, era fratello del gran maestro di Francia Charles de Culant, e nipote dell'ammiraglio di Francia Louis de Culant.

## Biografia
Capitano a Bourges, Philippe de Culant servì in Normandia nel marzo 1436, al comando di 25 uomini d'arme. Siniscalco del Limosino nel 1439, si distinse con il re Carlo VII nelle guerre contro gli inglesi. Contribuì alla presa di Meaux nel 1439 e a quella di Pontoise nel 1441. Ricevette da Carlo VII la nomina a maresciallo di Francia dopo la morte di Gilles de Rais: è citato con questo titolo in un documento di pagamento del 1º agosto 1441. Sposò, sempre nel 1441, Anne de Beaujeu (nipote del maresciallo Édouard de Beaujeu), da cui ebbe una figlia.
Accompagnò il Delfino nella campagna contro il conte d'Armagnac nel 1444, e divenne consigliere e ciambellano del re nel 1445.
Nel 1444 Sigismondo d'Austria, fidanzato di Radegonda di Francia figlia di Carlo VII, venne attaccato dagli svizzeri, e chiese perciò aiuto alla Francia; Culant ebbe il comando dell'armata di soccorso inviata agli ordini del Delfino e partita da Langres. Dopo iniziali successi, il 26 agosto 1444 i francesi vennero attaccati e sconfitti dagli svizzeri a Brüttelen, il che portò al trattato di pace concluso a Ensisheim il 28 ottobre.
Ritornato in Francia mise l'assedio e conquistò Mantes, di cui divenne governatore. Nel 1445 servì in Limosino alla testa della sua compagnia di 43 uomini d'arme, e partecipò all'assedio di Mans nel 1447.
Partecipò a tutte le operazioni militari della campagna destinata a riportare la Normandia sotto l'autorità reale: si mise in luce a Le Mans, Pont-Audemer, Château-Gaillard, Rouen, Bayeux, Saint-Sauveur-le-Vicomte nel 1449, a Caen e Cherbourg nel 1450.
Inviato in Guienna alla fine del 1450 al comando di 100 uomini, prese Bergerac e ne divenne governatore.
Con il conte di Dunois scacciò gli inglesi dalla Guienna nell'agosto 1451, ma John Talbot, fomentando la rivolta degli abitanti di Bordeaux, riuscì a riprendere la città e a rientrarvi il 23 ottobre 1452. Castillon si arrese allora agli inglesi, come numerose altre fortezze.
Combatté poi ancora, con André de Lohéac, alla riconquista di Castillon nel 1453, dove perse la vita lo stesso Talbot, e in seguito alla quale si arresero numerose fortezze, ultima Bordeaux il 17 ottobre.
Verso la fine dello stesso anno, De Culant si ammalò gravemente. 
Morì l'anno seguente all'età di 41 anni.
La moglie Anne de Beaujeu, una volta vedova, sposò il maresciallo Jean de Baudricourt.